# Fernand Gonder
Fernand Gonder (Burdeos, 12 de junio de 1883 - Rochefort, 10 de marzo de 1969) fue un atleta francés, especialista en la prueba de salto con pértiga en la que llegó a ser campeón olímpico en 1906.

## Carrera deportiva
En los JJ. OO. de Atenas 1906 ganó la medalla de oro en el salto con pértiga, superando al sueco Bruno Söderström (plata) y al estadounidense Edward Glover (bronce).